# Longobucco
Longobucco ist eine italienische Gemeinde in der Provinz Cosenza in der Region Kalabrien mit 2548 Einwohnern (Stand 31. Dezember 2023).
Die Nachbargemeinden sind Acri, Bocchigliero, Caloveto, Casali del Manco, Celico, Corigliano-Rossano, Cropalati, Paludi, Pietrapaola, San Giovanni in Fiore und Spezzano della Sila.

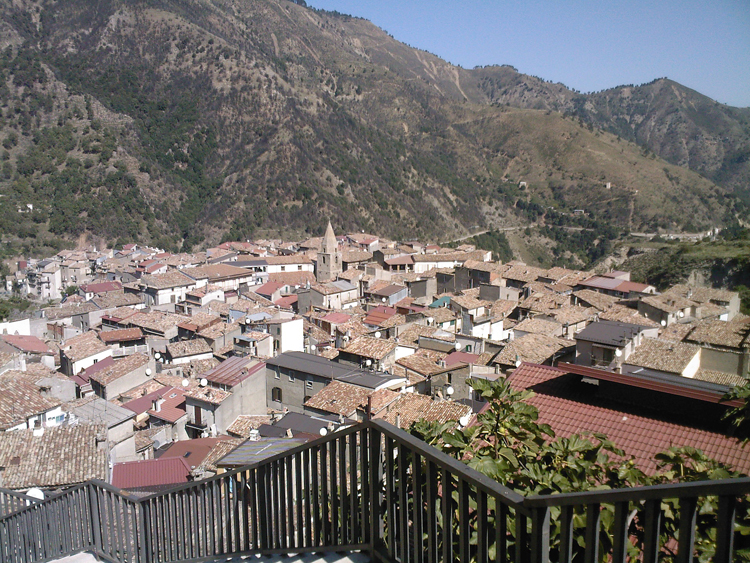
Panorama